# Hydrocyphon satoi
Hydrocyphon satoi là một loài bọ cánh cứng trong họ Scirtidae. Loài này được Yoshitomi miêu tả khoa học năm 2001.